# Человек октября
«Человек октября» (англ. The October Man) — британский детективный фильм нуар режиссёра Роя Уорда Бейкера, который вышел на экраны в 1947 году.
Сценаристом и продюсером фильма был известный детективный автор Эрик Эмблер. В этом фильме химик-исследователь Джим Экленд (Джон Миллс) сопровождает малолетнюю дочь своих друзей, попадая с ней на автобусе в автокатастрофу. В результате аварии ребёнок гибнет, а Джим оказывается в больнице с тяжёлой черепно-мозговой травмой. Его мучает совесть из-за смерти ребёнка, из-за чего он дважды пытается свести счёты с жизнью, и в итоге оказывается в психиатрической клинике. После завершения курса реабилитации Джим селится в небольшом пансионе в пригороде Лондона и знакомится с девушкой, сестрой своего коллеги Дженни Карден (Джоан Гринвуд). Некоторое время спустя в близлежащем парке находят задушенной одну из постоялиц пансиона, молодую и привлекательную Молли Ньюман (Кэй Уолш). Отсутствие алиби, некоторые косвенные улики и неверные показания свидетелей приводят полицию к убеждению, что преступление совершил Джим. Джим, который по-прежнему сомневается в своём психическом здоровье, в какой-то момент теряет уверенность в своей невиновности и снова думает о суициде. Но благодаря поддержке Дженни находит в себе силы противостоять обстоятельствам и самостоятельно вычисляет преступника, что в конечном итоге позволяет полиции арестовать его.
Фильм имел кассовый успех и за редким исключением получил благожелательные отзывы критики, отметившей интересный, напряжённый сюжет, качественную постановку и отличную игру Джона Миллса в главной роли.

## Сюжет
Поздно вечером, во время сильной грозы автобус из-за технической неисправности на полном ходу попадает в аварию. Один из пассажиров, Джим Экленд (Джон Миллс), получает серьёзную черепно-мозговую травму и оказывается в больнице, а пятилетняя девочка (Джульет Миллс), дочь его друзей, которая едет вместе с ним, погибает. В больнице Джим постепенно выздоравливает, но, мучимый чувством вины, дважды пытается покончить с собой, после чего его направляют в психиатрическую клинику для продолжения лечения.
После нескольких месяцев пребывания в клинике Джим выходит из больницы и устраивается на новую работу в исследовательскую лабораторию крупного химического предприятия в местечке Брокенхерст Коммон неподалеку от Лондона. В лаборатории он знакомится с доброжелательным и разумным коллегой Гарри Карденом (Патрик Холт). Компания снимает Джиму номер в недорогом пансионе, которым управляет мисс Селби (Кэтрин Лейси). Вскоре он знакомится с немногочисленными постояльцами пансиона, среди которых одинокая сплетница и интриганка миссис Винтон (Джейс Кейри), её молчаливая компаньонка мисс Хип (Эсме Беринджер), молодая и привлекательная манекенщица из универмага Молли Ньюман (Кэй Уолш), приветливый служащий страховой компании Поуп (Джордж Бенсон) и скрытный и напряжённый бизнесмен мистер Пичи (Эдвард Чепман). Однажды без особого энтузиазма Джим принимает приглашение Гарри на корпоративную вечеринку, где знакомится с его младшей сестрой Дженни Карден (Джоан Гринвуд). Они начинают регулярно встречаться, и через несколько месяцев Джим говорит Дженни, что любит её и хотел бы жениться на ней. Но он не может сделать ей предложения до тех пор, пока не будет уверен в том, что полностью выздоровел. Добрая Дженни с пониманием относится к его словам и готова поддержать его.
Вскоре Молли Ньюман, которая задолжала за проживание уже за несколько месяцев, просит у Джима взаймы довольно крупную сумму 30 фунтов стерлингов. Поскольку у него с собой такой крупной суммы наличными, Джим приглашает Молли в свою комнату, где выписывает ей чек. В разговоре Молли, которая увлекается астрологией, говорит Джиму, что поскольку он родился в октябре, то по знаку Зодиака он Весы, и как «Человек октября» он приветлив, обходителен и щеголеват. В тот же вечер Джим направляется на встречу с Дженни, а затем гуляет по парку. Молли тем временем на лестнице поджидает мистер Пичи, который требует объяснений, почему она взяла деньги у Джима, а не у него, как делала это обычно. Дав понять, что его внимание ей неприятно, Молли направляется на почту, чтобы отправить письмо в Бирмингем своему ухажёру, женатому бизнесмену, мистеру Уилкоксу (Джек Мелфорд). Каждое воскресенье Молли пишет ему письмо, так как он не хочет говорить по телефону, опасаясь, что жена узнает о его романе.
Той же ночью в парке обнаруживают труп Молли, задушенной собственным шарфом, а рядом с ней брошен смятый чек на 30 фунтов за подписью Джима. На место преступления прибывает полиция во главе с инспектором Годби (Фредерик Пайпер). Вскоре следы приводят полицию в пансион, где инспектор начинает допросы. Миссис Винтон сообщает, что Джим неоднократно по вечерам бывал у Молли в комнате. Вскоре поступает информация о том, что у мистера Уилкокса есть алиби, так как в момент убийства был на общественном мероприятии в Бирмингеме. Джек же признаётся, что вечером гулял в парке, но не может точно сказать, где именно. Зная о чеке, травме Джима и о том, что у него есть другая девушка, инспектор выстраивает версию, что Джим убил Молли, из-за того, что она шантажировала его их отношениями, вымогая деньги.
Вскоре в пансионе появляется мистер Уилкокс, который, узнав, что у Джима с Молли якобы была связь, жестоко избивает его. Затем мистер Пичи просит Уилкокса, который ещё не получил последнее письмо Молли, уничтожить его, не читая. Когда Джим узнает, что миссис Винтон рассказала полиции о его частых визитах к Молли, узнав это от мистера Пичи, ДЖим вызывает того на разговор. Оставшись наедине, мистер Пичи прямо признаётся, что был одержим Молли, он уже давно сопровождал её, жил с ней в разных дешёвых пансионах, хотя мог позволить себе дорогое жильё, и постоянно снабжал её деньгами. Когда же Молли отказалась от его денег и попросила взаймы у Джима, это вызвало безумную ревность Пичи, и он убил Молли. Мистер Пичи говорит, что не боится рассказывать об этом Джиму, так как против него нет абсолютно никаких улик, зато достаточно улик против Джима.
Джим приходит в полицию и рассказывает там историю Пичи, но инспектор Годби ему не верит. От Джима отворачивается даже его друг Гарри, который рекомендует сестре временно прекратить встречи с Джимом, пока всё не прояснится. Тем не менее, Дженни приходит к Джиму и заверяет, что любит его и будет поддерживать всегда. Когда полицейские приходят в пансион, чтобы арестовать Джима, он отталкивает их и убегает. Выяснив, что Пичи собрал вещи и уехал на вокзал Паддингтон, Джим направляется следом за ним. На вокзале в камере хранения Джиму удаётся найти чемодан Пичи, к которому прикреплена бирка, свидетельствующая о том, что Пичи этим вечером собирается вылететь в Лиссабон. Джим звонит Годби и сообщает информацию о рейсе, но, когда тот не собирается ничего предпринимать, требуя от Джима сдаться властям, тот снова задумывается о самоубийстве. В этот момент в полицию сообщают, что Уилкокс получил письмо от Молли, в котором та пишет о преследовании её со стороны Пичи. Полиция быстро задерживает Пичи, а Дженни находит Джима на железнодорожном мосту, с которого тот уже готов был сброситься. Она сообщает Джиму, что полиция, наконец, во всём разобралась и арестовала Пичи.

## В ролях
- Джон Миллс — Джим Экланд
- Джоан Гринвуд — Дженни
- Эдвард Чапмэн — мистер Пичи
- Кэй Уолш — Молли Ньюман
- Джойс Кэйри — миссис Винтон, постоялица гостиницы
- Кэтрин Лэйси — мисс Селби, управляющая отелем
- Патрик Холт — Генри Карден
- Феликс Эйлмер — доктор Мартин
- Фредерик Пайпер — детектив, инспектор Годби
- Джон Боксер — детектив сержант Трот
- Джордж Бенсон — мистер Поуп
- Джек Мелфорд — Уилкокс
- Эдриенн Аллен — Джойс Карден
- Эсме Беринджер — мисс Хип
- Энн Уилтон — мисс Парсонс
- Джеймс Хэйтер — работник автомастерской

## Создатели фильма и исполнители главных ролей
Продюсером и сценаристом фильма стал популярный британский детективный автор Эрик Эмблер. Как отмечает историк кино Роб Никсон, Эмблер «наряду с У. Сомерсетом Моэмом и Грэмом Грином считается одним из самых известных в мире романистов в жанре политического триллера». По его книгам было снято несколько фильмов, в том числе «Путешествие в страх» (1943), «Маска Димитриоса» (1944) и «Топкапи» (1964). Помимо этого, Эмблер писал киносценарии, в частности, для приключенческого фильма о Второй мировой войне «Жестокое море» (1953) и драматического фильма «Гибель „Титаника“» (1958, этот фильм также поставил Бейкер).
Это первый полнометражный фильм Роя Уорда Бейкера в качестве режиссёра. Он начал свою карьеру в кино в 1935 году как помощник режиссёра, в частности, работал с Альфредом Хичкоком на фильме «Леди исчезает» (1938). В дальнейшем вплоть до 1981 года Бейкер поставил как режиссёр ещё 34 фильма, среди которых «Можно входить без стука» (1952), «Ночь без сна» (1952), «Инферно» (1953) и «Куотермасс и колодец» (1967).
Как пишет Никсон, актёр Джон Миллс прекрасно сыграл в этой и некоторых других картинах, вышедших примерно в то же время, включая «Скотт из Антарктики» (1948) и «Победитель на деревянной лошадке» (1950). К сожалению, они во многом остались незамеченными «из-за серьёзного кризиса британской киноиндустрии, вызванного действиями правительства. Это прискорбно, потому что эти три фильма могли бы принести ему международную известность». У Миллса был очень выгодный контракт с Дж. Артуром Рэнком, который даже позволил ему продюсировать собственные проекты. При преемнике Рэнка контракт был расторгнут, и на рубеже 1940—1950-х годов «после неудачи двух проектов, где он выступал в качестве продюсера, Миллс обнаружил, что ищет любые роли, которые он мог бы получить, чтобы оплачивать счета». С середины 1950-х годов к нему снова вернулась популярность как актёру с такими фильмами, как «Выбор Хобсона» (1954), «Трудный путь в Александрию» (1958), «Тигровая бухта» (1959) и «Мотивы славы» (1960). Как пишет Роб Никсон, в 1970-е годы Миллс наконец смог завоевать мировую известность и признание как характерный актёр, получив премию «Оскар» как лучший актёр второго плана за фильм «Дочь Райана» (1970). В 1976 году королева Елизавета II пожаловала Миллсу рыцарский титул.
Маленькая девочка, с которой персонаж Джона Миллса разговаривает в автобусе, — это его дочь, пятилетняя Джульет Миллс, которая появляется уже в своем третьем фильме. Не указанный в титрах популярный впоследствии комический актёр Сид Джеймс играет человека, который натыкается на Экленда, когда тот приезжает в гостиницу.

## История создания и проката фильма
Съёмки фильма проходили в студии Denham Studio, Бакингемшир, Великобритания. Натурные сцены снимались на вокзале Паддингтон в Лондоне
Лондонская премьера фильма прошла 28 августа 1947 года, в Нью-Йорке премьера состоялась 15 апреля 1948 года.
В 1947 году в британских кинотеатрах фильм «имел значительный коммерческий успех».

## Оценка фильма критикой
После выхода фильма журнал Variety в своей рецензии написал: «Автор множества триллеров Эрик Эмблер дебютирует в качестве продюсера по собственному сценарию, и это прекрасное начало с Джоном Миллсом в отличной форме и с великолепным актёрским составом. В отличие от обычной истории Эмблера, это не детективный роман или шпионская история. Это исследование конфликта в сознании психически больного человека, не совсем уверенного в том, что он не совершил убийство».
Кинообозреватель «Нью-Йорк Таймс» Босли Краузер со своей стороны выразил мнение, что «Джон Миллс, выдающийся британский актёр, попал во второсортный фильм, спродюсированный Эриком Эмблером по мотивам одного из его собственных рассказов под названием „Человек октября“. Но, будучи первоклассным актёром и окруженный в целом грамотными партнёрами, Миллс сумел придать этой рутинной картине определенное достоинство, которого она не заслуживает». По мнению Краузера, «сюжет, по сути, является клише, убийца очень скоро становится очевиден, а интриги практически нет. Как мелодрама она сильно бьёт мимо цели. И все же, поскольку всё сыграно так красиво и искренне, за ней интересно наблюдать. По крайней мере, мистер Миллс уделяет должное внимание всему, к чему прикладывает руку».
По мнению современного кинокритика Денниса Шварца, «эта мрачная история… не создаёт напряжения и не преподносит сюрпризов». Этот «триллер об убийстве с амнезией обязан своей удачей зловещему мрачному сеттингу, показывающему угрожающий мир послевоенного Лондона (тёмные улицы и затхлый пансион)». В остальном же «убийца слишком очевиден», а «мучающийся подозреваемый не так уж и нуждается в нашем сочувствии, потому что у полиции на него действительно ничего нет. Сценарий слишком картонный, а актёрская игра, по большей части, немного зажатая». Что касается Миллса, то он «первоклассный актёр, который застрял в этом второстепенном фильме, и к его чести, он по максимуму использует неубедительную и невыразительную роль, которая ему досталась».
Историк кино Дерек Виннерт полагает, что «это хорошо поставленный, очень зрелищный британский детектив об убийстве с хорошей ролью Джона Миллса, страдающего амнезией человека, который становится главным подозреваемым в убийстве». Как далее пишет критик, «пригородная обстановка придаёт картине слишком неторопливый темп», но Эрику Эмблеру удалось создать «интересных персонажей и умные обмены репликами. Захудалый отель, в котором разворачивается действие, придает происходящему интригующую неряшливость, а режиссер Бейкер хорошо чувствует напряжение и атмосферу, поддерживая накал страстей».
Как пишет историк кино Роб Никсон, «после Второй мировой войны британское кино, как и американское, перешло от оптимистичного настроя фильмов военного времени, к чему-то более мрачному и тревожному. Как и в случае с жанром фильм нуар, который развивался в послевоенном Голливуде, британский кинематограф выпускал все больше и больше фильмов, которые имели гораздо более мрачный и отчужденный взгляд на жизнь внутри страны». Как было написано в журнале Picturegoer, «едва ли проходит неделя без нового фильма о шизофрении, паранойе, неврастении и прочем». Как далее пишет Никсон, «этот высоко оцененный критиками триллер возник в этой атмосфере, используя сюжет о загадочном убийстве с травмированным героем, который, хотя и не имеет прямого отношения к войне, вполне мог быть посвящен дезориентации и трудностям адаптации, с которыми сталкиваются многие возвращающиеся ветераны… И хотя герой был ранен не в бою, фильм можно рассматривать как метафору раненого, несчастного солдата, возвращающегося в дом, который больше не кажется ему родным». По мнению Никсона, «Рой Уорд Бейкер и оператор Эрвин Хиллиер создают соответствующую атмосферу, снимая почти исключительно в тёмное время суток на улице, либо в тускло освещенных интерьерах».

## Оценка работы актёров
По словам Роба Никсона, работа Миллса в этом фильме «была высоко оценена за его способность сквозь едва сдерживаемую истерию раскрыть как внутренние терзания своего героя, так и его попытки контролировать их». Как в свою очередь написал Босли Краузер, «другие исполнители, в своей тщательно сдержанной британской манере и под чутким руководством Роя Бейкера, разыгрывают живописную шараду из разнообразных персонажей среднего класса в пансионе, в котором живет герой. Среди них злобная сорока Джойс Кэйри, скучная старая дева Кэтрин Лейси, загадочный и пронырливый Эдвард Чэпмен, и вульгарная Кэй Уолш в роли обреченной девушки». Что касается Джоан Гринвуд, то «хотя она и не проявляет напористости в роли преданной возлюбленной героя, тем не менее, придает фильму особую силу».